# ستارا پاسونکا
ستارا پاسونکا (به لهستانی:  Stara Pasłęka) یک روستا در لهستان است که در گمینا برانگوو واقع شده‌است. ستارا پاسونکا ۲۶ نفر جمعیت دارد.